# Mallplaza Calama
Mallplaza Calama, anteriormente conocido como Mall Calama, es un centro comercial ubicado en la ciudad de Calama, región de Antofagasta, Chile. Es propiedad de la cadena Mallplaza.

## Historia
El año 1999 se decidió la construcción de un centro comercial en la ciudad de Calama, dado el crecimiento que obtuvo esta ciudad por su actividad minera, favoreciendo el incremento de la población flotante. Así se acordó el año 2001, que la cadena MallCenter construiría el nuevo mall, en la llamada Finca San Juan.[cita requerida]
En el año 2002 se terminaron las obras, y se inauguró el Mall Calama, con nuevas tiendas para la ciudad, la tienda Ripley se trasladó de su antiguo local ubicado en el paseo peatonal de la ciudad, al nuevo mall. El mall tuvo una buena acogida por parte de los ciudadanos. Durante los años de funcionamiento del Mall se veía que la ciudad seguía creciendo en cantidad de población, y que el mall finalmente no estaba dando abasto a la cantidad de personas que diariamente lo visitaban.
El año 2008, Falabella adquirió el 100% de las acciones del mall, abriendo la posibilidad de que éste se convirtiese en uno más de la cadena de centros comerciales Mallplaza, así se oficializa durante julio de 2009, cambiando de directiva y de logotípo publicitario. Ese mismo año 2009 la cadena Mallplaza promete la ampliación de la construcción, duplicar la superficie, traer nuevas tiendas departamentales y detallistas, e igualar este mall con los demás de la cadena.
En 2011 se terminaron las obras, con la apertura de tiendas como La Polar, Dijón, además de la nueva ubicación de Falabella, ampliando la capacidad de los estacionamientos, abriendo el centro educacional AIEP y cambiando el diseño arquitectónico del mall. Fue inaugurado el 29 de julio de 2011.